# 千葉県道222号木更津停車場線
千葉県道222号木更津停車場線（ちばけんどう222ごう きさらづ ていしゃじょうせん）は、千葉県木更津市を起点・終点とする一般県道。JR内房線・久留里線木更津駅前と、駅東側を通る主要道路を連絡する。

## 路線データ
- 起点：木更津市東中央・大和 木更津駅東口
- 終点：木更津市東中央・大和・太田 木更津駅入口交差点（千葉県道23号木更津末吉線・千葉県道160号加茂木更津線※・千葉県道270号木更津袖ケ浦線接続）
- 総延長：0.822 km（君津土木事務所管内：0.822 km[1]）
- 重用延長：0.0 km（君津土木事務所管内：0.0 km）
- 実延長：0.822 km（君津土木事務所管内：0.822 km[1]）
※県道160号は該当地点においては県道23号と重複。

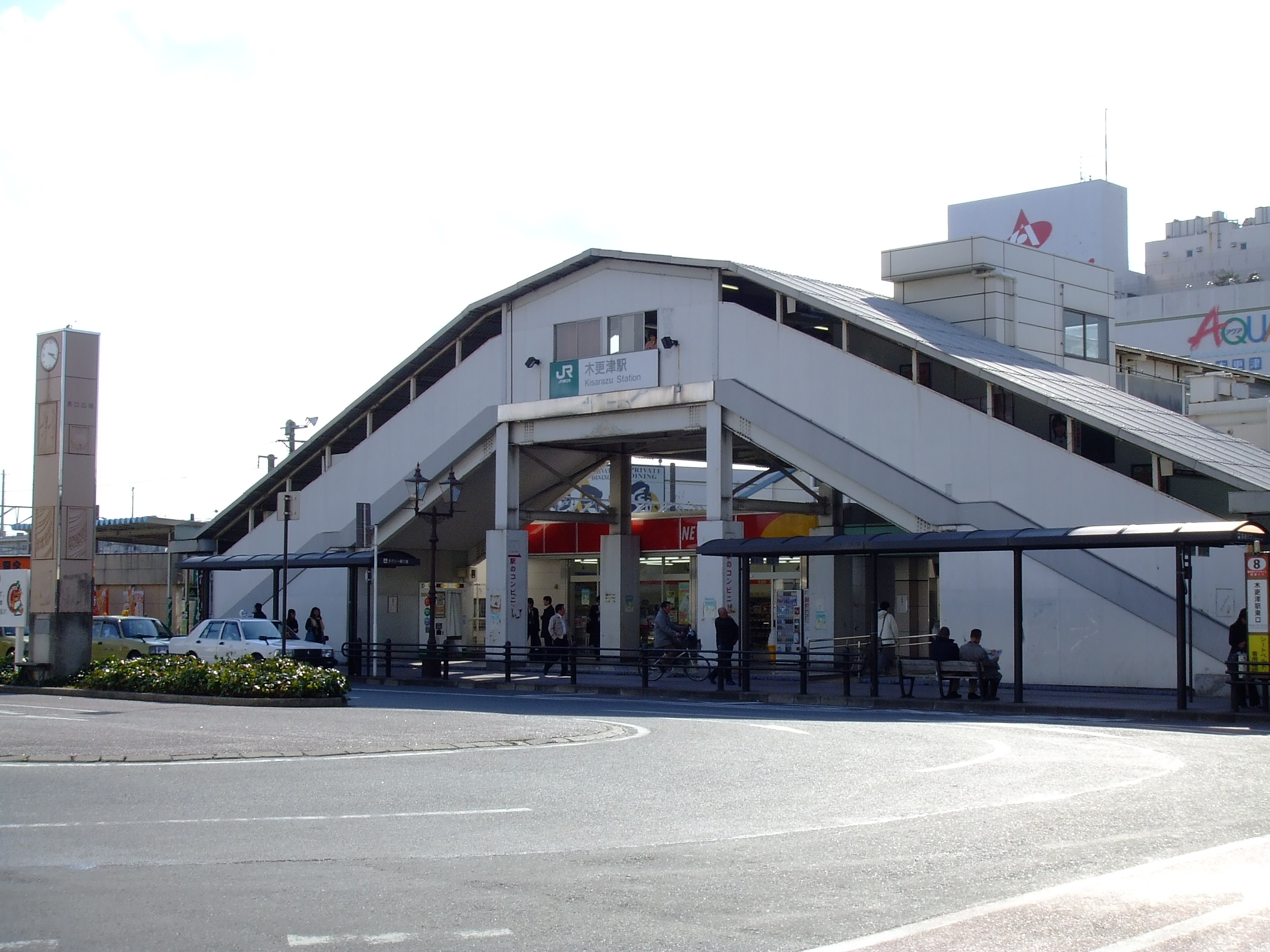
起点の木更津駅東口
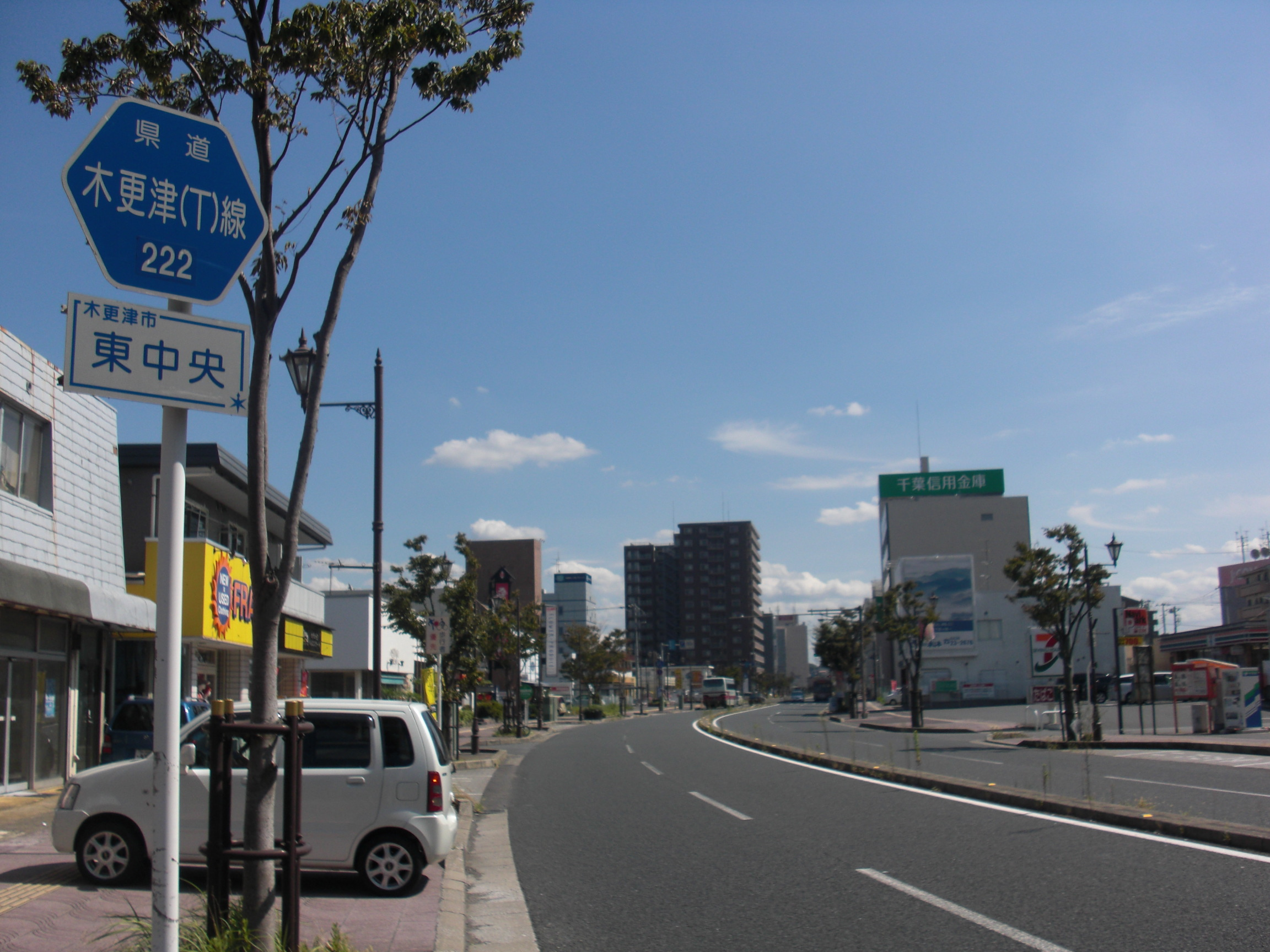
沿線風景
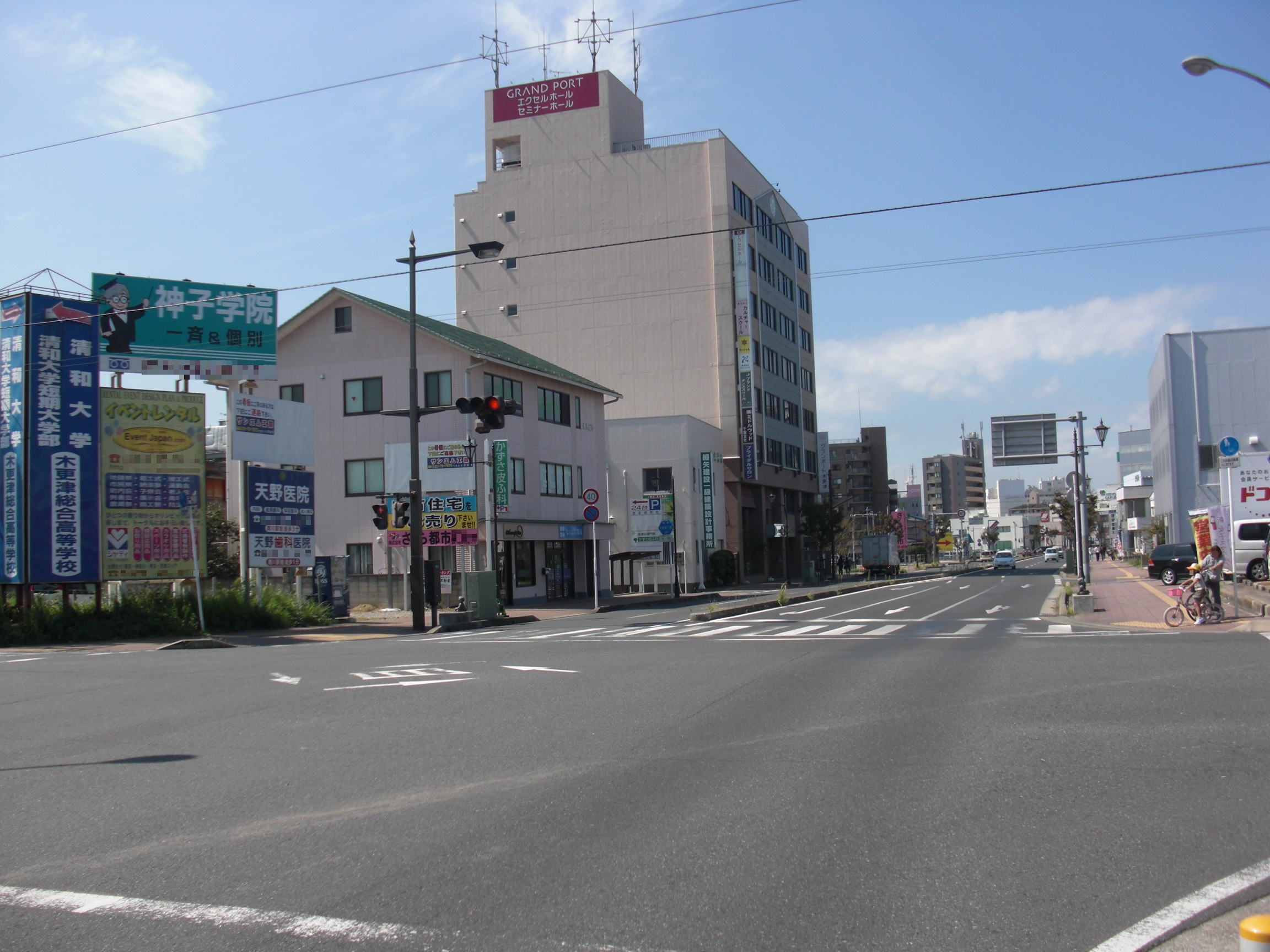
終点

## 通称
- あけぼの通

## 地理

### 通過する自治体
- 千葉県
  - 木更津市

### 沿線
沿道には商店街のほか銀行や会社ビルが多い。現在は人の流れが郊外の幹線道路沿いに移ったため、商店街等はやや衰退傾向にある。
- 木更津駅
- 千葉県立木更津東高等学校
- 千葉信用金庫木更津営業部
- 太田山公園
  - 木更津市郷土博物館金のすず
  - きみさらずタワー